# الژبیتا استاروستتسکا
اِلژبیتا استاروستِـتسکا (لهستانی: Elżbieta Starostecka؛ زادهٔ ۶ اکتبر ۱۹۴۳) بازیگر اهل لهستان است.
از فیلم‌ها یا مجموعه‌های تلویزیونی که وی در آن‌ها نقش داشته‌است، می‌توان به چگونه جنگ جهانی دوم را آغاز کردم، پزشکان، روزها و شب‌ها و عروسک اشاره نمود.